# Heterolinyphia
Heterolinyphia es un género de arañas araneomorfas de la familia Linyphiidae. Se encuentra en el Sur de Asia. 

## Lista de especies
Según The World Spider Catalog 12.0:
- Heterolinyphia secunda Thaler, 1999
- Heterolinyphia tarakotensis Wunderlich, 1973